# پیز دلا فورکولا
پیز دلا فورکولا (به لاتین: Piz della Forcola) یک کوه در سوئیس است که در کانتون گراوبوندن واقع شده‌است. پیز دلا فورکولا ۲٬۶۷۵ متر بالاتر از سطح دریا واقع شده‌است.